# Chic Sale
Charles "Chic" Sale (25 de agosto de 1885 – 7 de noviembre de 1936) fue un actor y comediante teatral y cinematográfico de nacionalidad estadounidense. 

## Biografía
Nacido en Huron (Dakota del Sur), su nombre completo era Charles Partlow Sale. Sus padres eran Frank Orville y Lillie Belle (Partlow) Sale, y su hermana la actriz Virginia Sale.
Como actor teatral y de vodevil, Sales actuó en los Ziegfeld Follies y en shows del Teatro Winter Garden propiedad de la familia Shubert. En 1920, tras una gira en la cual interpretaba "papeles rurales", fue contratado por la Christie Film Company, en Hollywood. La primera película de Sale fue una adaptación de la obra de Irvin S. Cobb 'The Smart Aleck'. Charles Christie, directivo de la productora Christie, colaboró con Exceptional Pictures para producir la cinta, siendo distribuida por Robertson-Cole, El título fue "His Nibs," y en la misma actuaba Colleen Moore. 
En 1929, inspirado por un carpintero llamado 'Lem Putt', Sale escribió The Specialist, una obra sobre un constructor de excusados exteriores. Debido a que las violaciones de los derechos de autor eran comunes en el vodevil, Sale contó con la ayuda de dos periodistas para adaptar y publicar como libro The Specialist. El resultado fue de gran éxito y, durante muchos años, incluso tras su muerte, el término "Chic Sale" fue utilizado como un eufemismo para decir excusado.
Sale hizo carrera como actor en Hollywood actuando en papeles cómicos. Sin embargo, también tuvo papeles más serios, como el del Presidente Abraham Lincoln en 1935 en The Perfect Tribute, un corto dramatizando la decepción de Lincoln ante la escasa reacción a su discurso de Gettysburg.
Sale fue una figura bien conocida en la década de 1930, y a menudo fue objeto de chistes por humoristas como Groucho Marx, que usualmente se refería a él como The Specialist, haciéndose mención de él en el film de los Hermanos Marx El conflicto de los Marx. 
Chic Sale falleció en 1936 en Los Ángeles, California, a causa de una neumonía. Fue enterrado en el Cementerio Forest Lawn Memorial Park de Glendale (California).